# شريف أديسون
شريف أديسون (بالإنجليزية: Shari Addison)‏ هي كاتبة غنائية أمريكية، ولدت في 7 يوليو 1962 في شيكاغو في الولايات المتحدة.